# Astorre I Manfredi
Astorre I (o Astorgio) Manfredi (Faenza, 1345 circa – Faenza, 28 novembre 1405) è stato un condottiero e capitano di ventura italiano.
Fu signore di Brisighella, Faenza, Fusignano, Granarolo, Rocca San Casciano, Russi, Savignano sul Panaro e Solarolo.

## Biografia
Era il figlio secondogenito del condottiero e signore di Faenza, Giovanni Manfredi e di Ginevra di Mongardin.
Visse molti anni da rifugiato a Pistoia, poiché suo padre aveva perso i suoi possedimenti in Romagna, nelle battaglie contro lo Stato della Chiesa. Ma nel 1375 riuscì a recuperare il castrum di Granarolo.
Nel 1377 riuscì con l'aiuto del fratello Francesco, e degli Ordelaffi di Forlì, a riconquistare la città di Faenza, che venne tolta agli Estensi. Divenuto signore della sua città, nel 1379 creò una propria compagnia di ventura, la Compagnia della Stella. In seguito passò al soldo di Bernabò Visconti che gli ordinò di attaccare Genova. Nella guerra contro i genovesi, inizialmente si ritirò, dopo che il signore della città gli offrì un compenso di 19.000 fiorini. Ma poi tornato agli ordini del Visconti, attaccò nuovamente la città, ma stavolta le truppe liguri sconfissero la compagnia del Manfredi, che vide la cattura di tutti i suoi soldati, ad eccezione del capitano che invece riuscì a fuggire, poiché salvato da un contadino del posto a cui promise in cambio un compenso in denaro.
Tornò a Faenza nel 1380, e qui venne fatto prigioniero nel castrum di Solarolo dal fratello Francesco, che voleva spodestare Astorre dal suo ruolo di signore della città. Venne poi liberato. Nel 1381 si scontrò con la Compagnia Bianca di Giovanni Acuto, poi con gli Ordelaffi e con i Polentani.
Nel 1390 passò al servizio di Firenze (le cui milizie erano guidate dall'Acuto) e Bologna contro i Visconti e gli Estensi. Molti furono i successi riscossi in battaglia, tanto che i bolognesi gli donarono la bastia del ponte di San Procolo e un palazzo della città. In seguito raggiunse la pace con il marchese di Ferrara.
Nel febbraio 1395 venne nominato capitano generale dal marchese Niccolò d'Este e dai suoi alleati. Il 16 aprile dello stesso anno, si svolse la battaglia di Portomaggiore, in cui affrontò e sconfisse i ribelli guidati da Azzo d'Este.
Nel 1400 Faenza venne attaccata dai bolognesi guidati da Alberico da Barbiano, che voleva vendicare la morte del fratello Giovanni con i suoi figli, giustiziati dallo stesso Manfredi, un anno prima. Dopo una serie di lunghe e difficili battaglie, l'anno dopo venne raggiunta la pace.
Nel 1404 Bologna passò sotto il controllo dello Stato della Chiesa, alla quale cercò di affittare Faenza, ma poiché i patti non vennero rispettati, fu ceduta, e Astorre fu costretto a lasciarla. Nel settembre 1405, cercò di organizzare la resistenza contro il legato pontificio bolognese Baldassarre Cossa, il quale venuto a sapere delle intenzioni del Manfredi, lo convocò e lo fece arrestare. Due mesi dopo fu portato a Faenza per ordine del Cossa. Condannato a morte, fu decapitato nella piazza principale.

## Discendenza
Sposò Leta da Polenta, da cui nacque un solo figlio, Giovanni Galeazzo.